# Pet Sematary
Pet Sematary – singel zespołu Ramones, promujący album Brain Drain. Wydany w 1989 przez wytwórnie Beggars Banquet Records (Wielka Brytania), Sire Records (USA) i Liberation Records (Australia). Utwór „Pet Sematary” został wykorzystany w filmie według powieści Stephena Kinga Smętarz dla zwierzaków.

## Lista utworów
Wersja amerykańska (7”):
1. „Pet Sematary” (Dee Dee Ramone/Daniel Rey) – 3:30
2. „Sheena Is a Punk Rocker” (Joey Ramone) – 2:49

Wersja amerykańska (12”):
1. „Pet Sematary” (Dee Dee Ramone/Daniel Rey) – 3:30
2. „Sheena Is a Punk Rocker” (Joey Ramone) – 2:49
3. „Life Goes On” (Joey Ramone) – 3:30

Wersja brytyjska (7”):
1. „Pet Sematary” (Dee Dee Ramone/Daniel Rey) – 3:30
2. „All Screwed Up” (Joey Ramone/Andy Shernoff/Marky Ramone/Daniel Rey) – 3:59

Wersja brytyjska (12”):
1. „Pet Sematary” (Dee Dee Ramone/Daniel Rey) – 3:30
2. „All Screwed Up” (Joey Ramone/Andy Shernoff/Marky Ramone/Daniel Rey) – 3:59
3. „Zero Zero UFO” (Dee Dee Ramone/Daniel Rey) – 2:25

Wersja australijska (7”):
1. „Pet Sematary” (Dee Dee Ramone/Daniel Rey) – 3:30
2. „Palisades Park” (Charles Barris) – 2:22

## Skład
- Joey Ramone – wokal
- Johnny Ramone – gitara, wokal
- Dee Dee Ramone – gitara basowa, wokal
- Marky Ramone – perkusja
- Tommy Ramone – perkusja w „Sheena Is a Punk Rocker”
- Richie Ramone – perkusja w „Life Goes On"

Gościnnie:
- Andy Shernoff – gitara basowa w „All Screwed Up”
- Artie Smith – gitara
- Robert Musso – gitara